# San Miguel de Tajao
San Miguel de Tajao, también conocido simplemente como Tajao, es una de las entidades de población que conforman el municipio de Arico, en la provincia de Santa Cruz de Tenerife —Canarias, España—.

## Toponimia
Según el filólogo Maximiano Trapero y el historiador Dominik Josef Wölfel, Tajao es un término de procedencia aborigen.

## Geografía
Tajao es una localidad costera ubicada a unos doce kilómetros de la capital municipal. Alcanza una altitud media de 25 m s. n. m. y ocupa una superficie total de 4,215 km².
Está formado por los núcleos diferenciados de San Miguel de Tajao, Barranco del Río, La Caleta, Las Arenas, La Jaca y Las Listadas, así como por la Urbanización Tajao B.
El núcleo de Tajao cuenta con la iglesia de san Miguel, un puerto pesquero, un polideportivo, buzón de Correos, plazas públicas, un parque infantil, así como pequeños comercios, bares y restaurantes.
Aquí se encuentran las playas de Tajao y del Puerto de Tajao.

## Demografía
| Año        | 2000 | 2005  | 2010  | 2015  | 2020  |
| ---------- | ---- | ----- | ----- | ----- | ----- |
| Habitantes | 553  | 1 188 | 1 581 | 1 561 | 2 040 |

| Año        | 2000 | 2005 | 2010 | 2015 | 2020 |
| ---------- | ---- | ---- | ---- | ---- | ---- |
| Habitantes | 188  | 467  | 240  | 231  | 236  |

## Comunicaciones
Se accede al barrio principalmente por las carreteras TF-631 y TF-632 desde la autopista del Sur TF-1.

### Transporte público
Cuenta con paradas de taxis en la avenida del Cabildo Insular, en el núcleo de Tajao, y en la avenida de Santiago y en la calle de El Río del núcleo de Barranco del Río.
En autobús —guagua— queda conectado mediante las siguientes líneas de TITSA:
| Línea | Trayecto                                                              | Recorrido     |
| ----- | --------------------------------------------------------------------- | ------------- |
| 111   | Sta. Cruz - Aeropuerto Sur - Los Cristianos - Costa Adeje             | Horario/Línea |
| 430   | Granadilla - Villa de Arico - El Porís - Costa Arico - Las Maretas    | Horario/Línea |
| 711   | Santa Cruz - Aeropuerto Sur - Los Cristianos - Costa Adeje (nocturno) | Horario/Línea |